# Disco polo

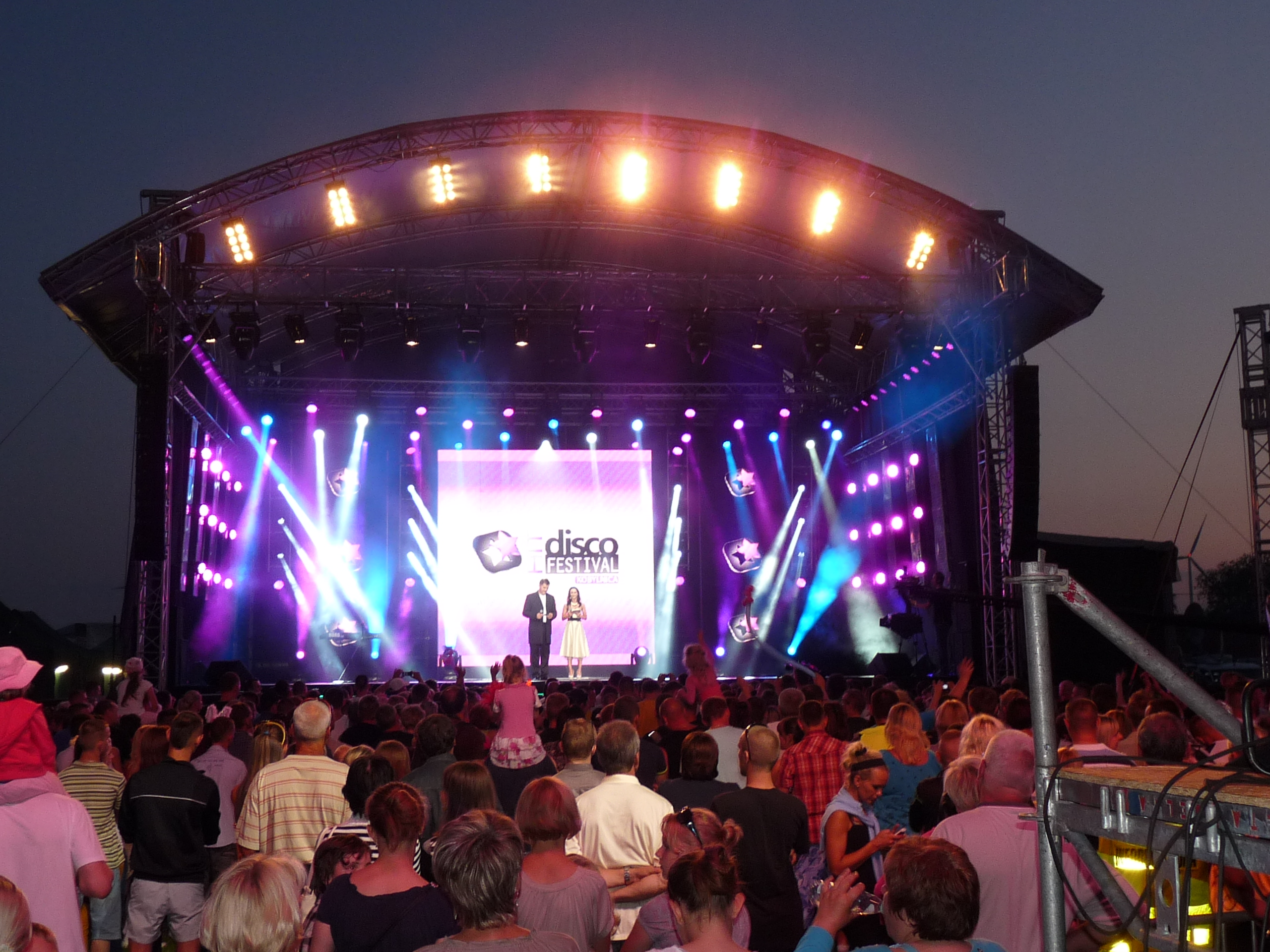
Disco Hit Festival - Kobylnica 2012

Disco polo is een muziekstijl die verwant is aan de eurodisco, afkomstig uit Polen. Eurodisco kwam in West-Europa op in de jaren zeventig. Disco polo kwam pas eind jaren tachtig op en beleefde haar piek in de tweede helft van de jaren negentig. Rond 2007 beleefde het genre een heropleving. Tegenwoordig wordt deze stijl vooral als camp gezien.
Disco polo lijkt sterk op eurodisco maar gemengd met Poolse folkloristische muziek. Bekende bands zijn Weekend, Shazza, Toples en Boys.